# こまいぬ。
こまいぬ。（2003年8月27日 - ）は、日本の歌い手。イメージカラーはグレー。歌唱に加えてMIXも自身で行っている。主にツイキャスやYouTubeでの活動が多い。

## 人物
2017年11月27日、ニコニコ動画に「KSGR地獄の刑」のコラボカバー動画を投稿。ツイキャス、YouTubeなどにおいて現在も活動を続けている。
好きなキャラクターは世界、マミ、こまさん。
MIXは中学3年生からほとんど毎日やっている。
2019年は8月、2021年は7月に誕生日のツイートをしているが、本当は8月らしい。

## 略歴
2017年11月27日よりニコニコ動画で活動を開始。
2019年5月1日よりYouTubeで活動を開始。
2022年6月25日、YouTubeにサブチャンネルを開設。

## ディスコグラフィ

### シングル
- 『EGO』（YAMAAD / 2022年1月30日配信）[8][9]
  - YAMAADのシングル。
- 『Mr.シャーデンフロイデ』（ポニーキャニオン / 2022年2月2日配信）[10]
  - 歌ってみた楽曲コンピレーションアルバム「PALETTE5」収録曲。
- 『花とゆめ』（睫を濡らす / 2022年5月20日配信）[11][12]
  - rigによる音楽×絵画ユニット「睫を濡らす」のシングル。

### アルバム
- 『PALETTE5』（ポニーキャニオン / 2022年2月9日配信）[13]
  - 歌ってみた楽曲コンピレーションアルバム。「エバ」「Mr.シャーデンフロイデ」で参加。
- 『不完全な世界で』（YAMAAD / 2022年7月16日配信）[14][15]
  - YAMAADの1stコンセプトアルバム。「EGO」で参加。